# 637-й гвардейский ракетный полк
637-й гвардейский ракетный Краснознамённый полк имени 50-летия СССР (в/ч 74321) — ракетный полк, до 1960 года входивший в состав 85-й инженерной бригады и до 1962 года в состав 29-й гвардейской ракетной Витебской ордена Ленина Краснознамённой дивизии 50-й ракетной армии РВСН. 1 октября 1962 года был выведен из состава 29-й ракетной дивизии и передан 58-й ракетной дивизии (г. Каунас, Литовская ССР). Дислоцировался полк в г. Таураге Литовской ССР. Командир полка полковник Г. Д. Гаврилов.
Полк был сформирован к октябрю 1959 года на базе 1-го дивизиона (637 оидн) 85-й инженерной бригады и стал её базовым полком.

## История
В конце 1958 года управление 85-й инженерной бригады РВГК с частью подразделений 1-го дивизиона (командир дивизиона подполковник Г. Д. Гаврилов) передислоцируются в г. Таураге Литовской ССР. Оперативная группа 1-го дивизиона (под руководством заместителя командира дивизиона по специальному вооружению капитана В. А. Гурова), 1-я стартовая батарея (командир батареи капитан В. Н. Чаманский), отделение технической батареи оставались проводить контрольные пуски из серийной партии ракет Р-12 на полигоне Капустин Яр. Личный состав этой стартовой батареи и отделения технической батареи первыми в РВСН получили допуск к самостоятельной работе по подготовке пуска ракеты Р-12.
В апреле 1959 года эта часть 1-го дивизиона с одним комплектом наземного оборудования ракетного комплекса с ракетой Р-12 убыла в г. Таураге и по прибытии была выведена в лесной массив, предназначенный для оборудования позиционного района. Началось освоение нового места дислокации бригады и полка.
К этому времени полк имел ракетную технику, для хранения которой была оборудована техническая территория, боевые ракеты, одну учебно-боевую ракету, оборудованную учебную полевую стартовую позицию, позволяющую проводить практические занятия по подготовке ракеты к пуску. В начале 1960 года он приступил к несению боевого дежурства.
В июле 1960 года 637 рп посетил министр обороны СССР Маршал Советского Союза Р. Я. Малиновский и первый главнокомандующий РВСН главный маршал артиллерии М. И. Неделин. Был организован показ ракетного вооружения на стационарной БСП. Техника была развёрнута на стартовых площадках, показаны наиболее характерные операции, выполняемые боевым расчётом при подготовке ракеты Р-12 к пуску (пристыковка головной части к ракете, установка ракеты на пусковой стол, заправка баков ракеты компонентами ракетного топлива и другое). Министр обороны поблагодарил личный состав полка и командование дивизии за проделанную работу, обратив внимание на отсутствие маскировки на стартовых площадках.
В ходе опытного учения, проведённого осенью 1960 года под руководством начальника Главного штаба РВСН генерал-лейтенанта артиллерии М. А. Никольского, с управлением 29-й ракетной дивизии и 637 рп по отработке новых инструкций и руководств для войск была подтверждена правильность разработки новых боевых графиков с целью сокращения сроков подготовки ракет Р-12 к пуску почти в два раза. В ходе учения также отрабатывались вопросы совершения многочасового марша в условиях преодоления зон следа радиоактивного заражения, проведения дезактивации личного состава и техники, занятия учебно-боевой стартовом позиции и подготовки ракет к пуску в средствах индивидуальном защиты. Это было первое войсковое опытное многостороннее тактическое учение.
С осени 1960 года 637 полк продолжал отрабатывать вопросы организации и несения боевого дежурства на учебно-боевой стартовой позиции (УБСП), где была развёрнута техника стартовой батареи, ракета — в специальной палатке 81012, личный состав — в палатках и землянках. Дежурство несли побатарейно, каждая в течение месяца, в последующем — две недели. Одновременно с отработкой вопросов организации боевого дежурства проводились многочисленные плановые и неплановые показные комплексные занятия для офицеров вновь формируемых ракетных частей и показные занятия для руководящего состава высших штабов и вновь создаваемых соединений РВСН. На одном из таких занятий присутствовал главнокомандующий РВСН главный маршал артиллерии М. И. Неделин.
Офицеры полка часто привлекались для работы в составе комиссий дивизии по проверке боеготовности ракетных полков дивизии и постановке их на боевое дежурство.
В ноябре 1960 года 1-му дивизиону 637 рп была предоставлена почётная миссия — участвовать в параде на Красной площади в Москве, где наряду с ракетами Р-5 были показаны четыре ракеты Р-12. Готовил парадный расчёт командир дивизиона майор В. И. Чаманский и при прохождении по Красной площади парадный расчёт возглавлял командир полка полковник Г. Д. Гаврилов.
Полку были переданы почетные наименования и награды  154-го гвардейского мотострелкового Лорийско-Полоцкого Краснознаменного полка , а также Почетное Революционное Красное знамя  178-го стрелкового полка . Таким образом, полк получил наименование  «637-й гвардейский Полоцкий Краснознаменный ракетный полк» .
В 1968 году Постановлением ЦК ВЛКСМ полку присвоено наименование «имени 50-летия ВЛКСМ».